# Rinconada (Cocapata)
Rinconada ist eine Ortschaft im Departamento Cochabamba im südamerikanischen Andenstaat Bolivien.

## Lage im Nahraum
Rinconada liegt in der Provinz Ayopaya und ist die drittgrößte Ortschaft im Cantón Choquecamata im Municipio Cocapata. Die Ortschaft liegt auf einer Höhe von 3302 m zwischen dem Río Lantinwaykho und Río Toldeani Mayu, die flussabwärts zum Río Vera Cruz fließen. In der Ortschaft liegt die Gesundheitsstation „Centro de Salud Rinconada“, etwas abseits westlich die Bildungseinrichtung „Unidad Educativa Pedro Laime Chuspi“.

## Geographie
Rinconada liegt östlich der Cordillera de Cocapata, das Klima ist ein typisches Tageszeitenklima, bei dem die Temperaturschwankungen zwischen Tag und Nacht deutlicher ausfallen als zwischen den Jahreszeiten.
Die Jahresdurchschnittstemperatur der Region liegt bei knapp 1 °C (siehe Klimadiagramm Cocapata) und schwankt im Jahresverlauf nur wenig zwischen −2,5 °C im Juni/Juli und 3 °C im November. Der jährliche Niederschlag liegt bei etwa 850 mm und ist ganzjährig humid, schwankt jedoch zwischen Niederschlägen von nur 10 mm im Juni/Juli und Höchstwerten über 150 mm im Januar.

## Verkehrsnetz
Rinconado liegt in einer Entfernung von 134 Straßenkilometern nordwestlich von Cochabamba, der Hauptstadt des Departamentos.
Durch Cochabamba führt die 1657 Kilometer lange Nationalstraße Ruta 4, die ganz im Westen an der chilenischen Grenze bei Tambo Quemado beginnt. Sie führt quer durch das ganze Land über Quillacollo und Cochabamba nach Santa Cruz und endet im südöstlichen Teil des Landes an der Grenze zu Brasilien bei der Stadt Puerto Quijarro.
Bei Falsuri nahe Quillacollo zweigt von der Ruta 4 die Ruta 25 nach Nordwesten in Richtung Departamento La Paz ab und erreicht über lange Serpentinen nach 27 Kilometern auf einer Höhe von knapp 4500 Metern den Abzweig „Cruce Tahua“, bei dem die Ruta 4101 nach Norden abzweigt. Nach neun Kilometern verlässt beim Abzweig „Lagunas Toro“ die Ruta 4103 die Hauptstraße in nordwestlicher Richtung, erreicht nach elf Kilometern die Ortschaft Peñas und führt dann auf den folgenden 26 Kilometern in nordwestlichen Richtungen durch die weitgehend unbesiedelten Hochtäler und Hochflächen bis zur Ortschaft Calientes am Nordrand des Nationalpark Tunari (Parque Nacional Tunari); von dort sind es noch einmal siebzehn Kilometer in nordwestlicher Richtung den Río Cocapata abwärts bis Chorito und weitere dreizehn Kilometer bis zum „Cruce Rinconada“, von wo aus eine Nebenstraße in zahlreichen Serpentinen auf sieben Kilometern abwärts bis Rinconada führt.

## Bevölkerung
Die Einwohnerzahl der Ortschaft ist im Jahrzehnt zwischen den letzten beiden Volkszählungen auf weniger als die Hälfte zurückgegangen:
| Jahr | Einwohner         | Quelle       |
| ---- | ----------------- | ------------ |
| 1992 | keine Detaildaten | Volkszählung |
| 2001 | 414               | Volkszählung |
| 2012 | 185               | Volkszählung |
| 2024 |                   | Volkszählung |

Die Region weist einen hohen Anteil an Quechua-Bevölkerung auf, im Jahr 2001 war im Municipio Morochata bei 86,1 Prozent der über Vierjährigen Quechua ihre Muttersprache.